# Puccinia polypogonobia
Puccinia polypogonobia är en svampart som beskrevs av McKenzie 1980. Puccinia polypogonobia ingår i släktet Puccinia och familjen Pucciniaceae.   Inga underarter finns listade i Catalogue of Life.